# Сосновка (Бирилюсский район)
Сосновка — деревня в Бирилюсском районе Красноярского края России. Входит в состав Маталасского сельсовета. Находится на левом берегу реки Тюхтет (приток Кемчуга), примерно в 31 км к северо-северо-востоку (NNE) от районного центра, села Новобирилюссы, на высоте 206 метров над уровнем моря.

## Население
| 2010 |
| ---- |
| 15   |

Гендерный состав
По данным Всероссийской переписи населения 2010 года 7 мужчин и 8 женщин из 15 чел.

## Улицы
Уличная сеть деревни состоит из 2 улиц (ул. Молодёжная и ул. Центральная).